# دانشگاه پاسیفیک جنوبی

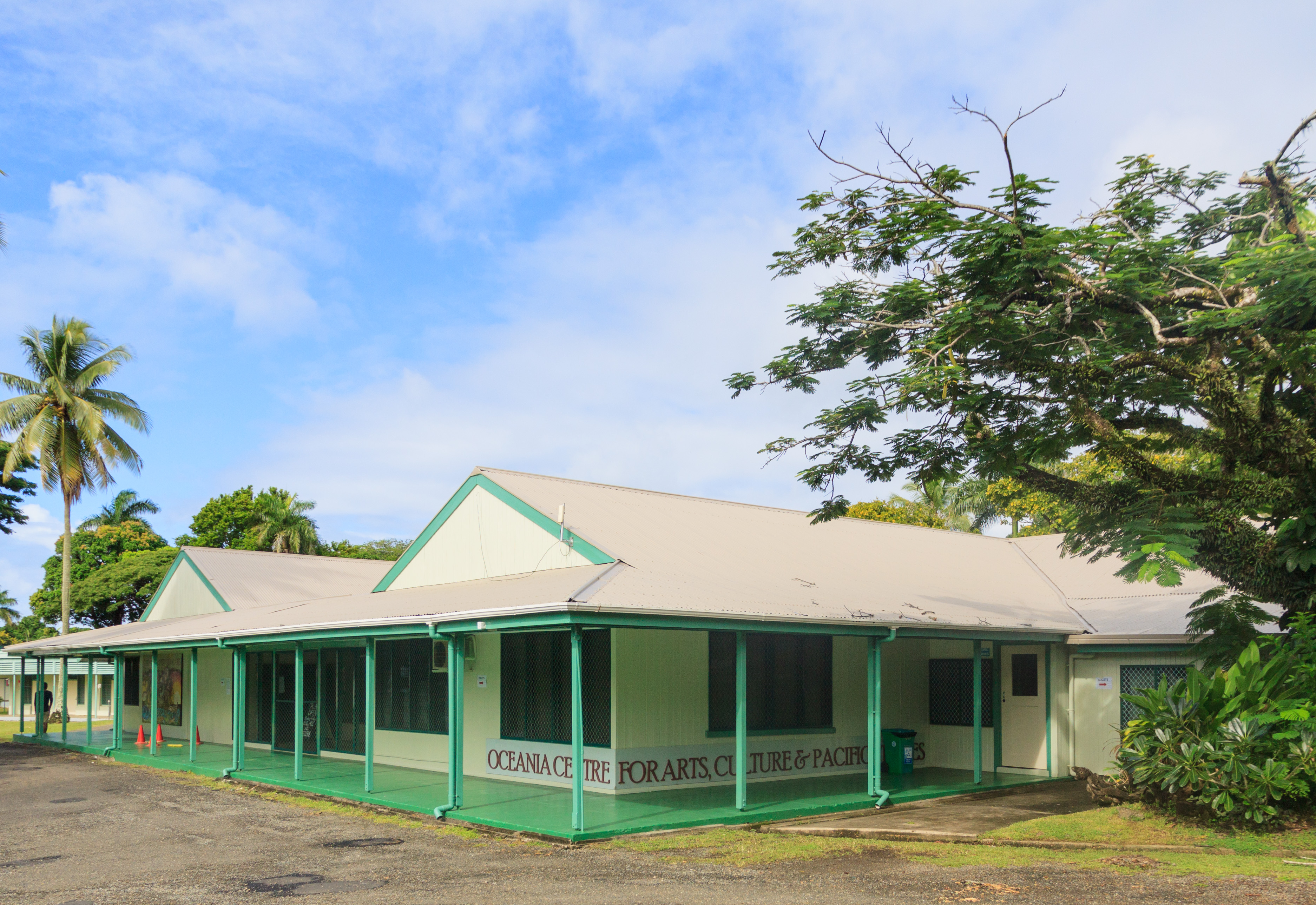
مرکز اقیانوسیه برای هنر، فرهنگ و مطالعات اقیانوس آرام در سووا

دانشگاه پاسیفیک جنوبی (به انگلیسی: University of the South Pacific (USP)) سازمانی بینادولتی و یک دانشگاه پژوهشی دولتی است که مقرش در بیش از ده کشور اقیانوسیه پخش است. این دانشگاه مرکزی بین‌المللی برای آموزش و پژوهش دربارهٔ محیط و فرهنگ پاسیفیک است.
ارتباط کشورها از لحاظ مستعمرهٔ بریتانیا بودن و تأسیس آن در سال ۱۹۶۸ موجب شد که این دانشگاه از سامانهٔ ارزش‌یابی کشورهای همسود تبعیت کند.
مالکیت این دانشگاه با دولت ۱۲ کشور جزیره‌ای اقیانوسیه است: جزایر کوک، فیجی، کیریباتی، جزایر مارشال، نائورو، نیووی، ساموآ، جزایر سلیمان، توکلائو، تونگا، تووالو، و وانواتو. مقر (پردیس) اصلی دانشگاه در فیجی است.